# Фонтан з кока-коли і Mentos

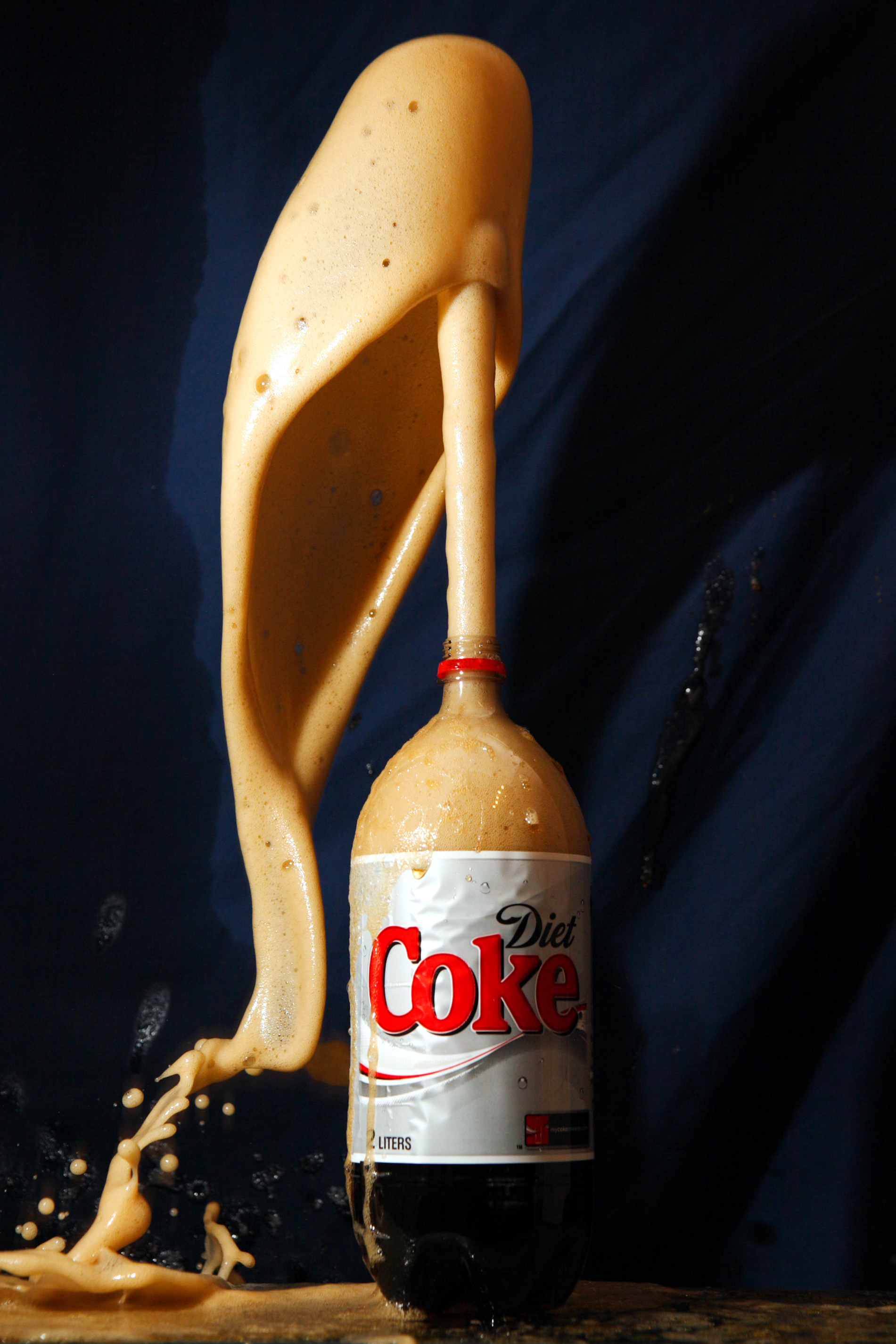
Фонтан з дволітровою пляшки з дієтичною колою після опускання туди драже Mentos

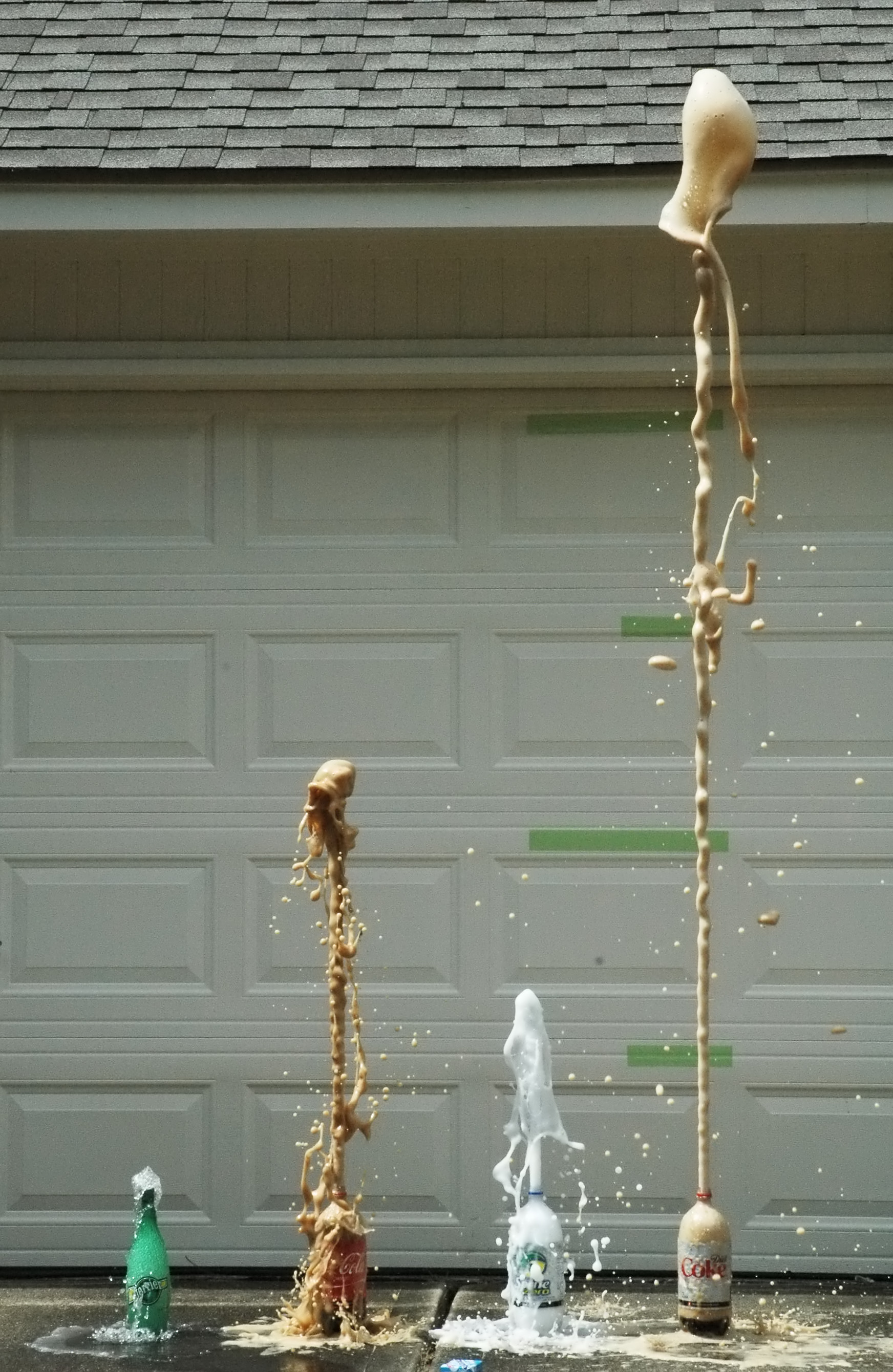
Фонтани з пляшок з різними газованими напоями

Фонтан з коли та Mentos (також Виверження Mentos) — результат взаємодії між дієтичною колою і драже Mentos у вигляді «вибуху» струменя з ємності, в якій знаходиться газований напій. Газ, звільняється на поверхні драже, виштовхує рідину до верхньої частини ємності, а потім з неї, що призводить до утворення величезного фонтану з бризок. Вперше цей досвід був продемонстрований на телебаченні в 1999 році Лі Мареком і його Marek's Kid Scientists. Показаний по телебаченню досвід Стіва Спенглера був у 2005 році завантажений як вірусний ролик на сервіс YouTube, що викликало появу цілої серії роликів з подібними експериментами.

## Історія
У 1980 році для створення подібного фонтану були використані драже Life Savers компанії Wint-O-Green і содова. Драже нанизувалися на тонку щіточку для очищення курильних трубок, яка потім опускалася в содову, щоб викликати утворення фонтану. В кінці 1990-х років виробник Life Savers збільшив розмір драже, внаслідок чого вони більше не поміщалися в шийку пляшки з содовою. Дослідники, однак, незабаром виявили, що драже Mentos при попаданні в пляшку з газованою водою викликають той же самий ефект.
Лі Марек і його Marek's Kid Scientists поставили експеримент з дієтичною Кока-колою і драже Mentos у телепередачі «Пізнє шоу з Девідом Леттерманом» в 1999 році. У березні 2002 року Стів Спенглер, вчений і педагог, продемонстрував такий же досвід на телеканалі KUSA-TV, філії мережі NBC, в Денвері, штат Колорадо. Експеримент з «гейзером Mentos» став інтернет-сенсацією у вересні 2005 року. Він також став темою дослідження в одному з епізодів телевізійного серіалу «Руйнівники легенд» у 2006 році. Спенглер підписав з Perfetti Van Melle, виробником Mentos, ліцензійну угоду після винаходу пристрою, зробленого, щоб спростити завдання попадання Mentos в пляшку і домогтися в результаті фонтану більшої потужності. The Amazing Toys, компанія-виробник іграшок Спенглера, випустила в лютому 2007 року іграшку під назвою Geyser Tube. У жовтні 2010 року в Книгу рекордів Гіннесса був занесений рекорд за даним експерименту: на заході, організованому Perfetti Van Melle в торговому комплексі SM Mall of Asia в Манілі, Філіппіни, було влаштовано одночасно 2865 подібних фонтанів.

## Причини
Структура драже Mentos є головною причиною «виверження» струменя через ділянки в нуклеації. Поверхня м'ятного драже Mentos покрита безліччю маленьких отворів, які збільшують площу поверхні, доступної для реакції (і, отже, кількість реагентів, здатних вступати в реакцію один з одним в конкретний момент часу), тим самим приводячи до створення діоксиду вуглецю з утворенням бульбашок з швидкістю і кількістю, необхідного для еффузіі у вигляді «струменя» («гейзера», «виверження»). Ця гіпотеза отримала додаткову підтримку, коли як «стартовий перехід» до реакції була використана кам'яна сіль. Тонья Коффі, фізик з Аппалачського державного університету в Буні, штат Північна Кароліна, підтвердила, що шорстка поверхня драже Mentos допомагає прискорити реакцію. Коффі також вдалося виявити, що аспартам, застосовуваний в дієтичній Кока-колі, знижує поверхневий натяг і підсилює реакцію, в той час як кофеїн не прискорює її перебіг. Реакція з «виверженням» здійсненна за допомогою звичайної або дієтичної коли, хоча дієтична використовується частіше, щоб спростити відмивання бризок солодкої газованої.
Після поміщення м'ятного драже в напій навколо поверхні драже утворюються бульбашки, які спрямовуються до поверхні рідини. Крім того, щільність Mentos більша, ніж щільність газованої води, що призводить до занурення драже на дно посудини. Ці два фактори в поєднанні створюють «виверження» газованої суміші.
Бензоат калію, аспартам і газоподібний діоксид вуглецю (що містяться в дієтичній колі), в поєднанні з желатином і гуміарабіком (інгредієнтами Mentos), спільно діють як емульгатори і сприяють утворенню великої кількості піни.